# Secretaria de Estado do Meio Ambiente do Distrito Federal
A Secretaria de Estado do Meio Ambiente do Distrito Federal, é o órgão distrital responsável pelos assuntos relacionados ao meio ambiente no Distrito Federal. Criada por meio do Decreto nº 32.716, de 1º de janeiro de 2011, entre seus principais funções estão a de definir políticas, planejar, organizar, dirigir e controlar a realização de ações nas áreas de resíduos sólidos, recursos hídricos, educação ambiental e áreas protegidas, sempre visando ao desenvolvimento sustentável do Distrito Federal.

## Órgãos vinculados
1. Agência Reguladora de Água e Saneamento do Distrito Federal - ADASA
2. Fundação Jardim Zoológico de Brasília - FJZB
3. Instituto Brasília Ambiental - Ibram
4. Jardim Botânico de Brasília - JBB

## Agência Reguladora de Água e Saneamento do Distrito Federal (ADASA)
Criada em 2004 pela lei 3.365/04, a ADASA é uma agência reguladora e fiscalizadora do DF. Nesse ano, foi tida como órgão independente, dotado de autonomia patrimonial, administrativa e financeira, com prazo de duração indeterminado. Com a lei 4.285/08, teve suas competências ampliadas.
É a única agência reguladora do Brasil que atua na regulação simultânea da água (atribuição do Estado) e dos serviços de saneamento básico (atribuição do município). Ela acompanha, regula e fiscaliza o ciclo completo do uso da água, com atenção especial em sua restirada e em sua devolução ao corpo hídrico. Em todas as sua atividades, necessita do envolvimento e da participação da sociedade a fim de garantir a qualidade e o atendimento dos serviços a todos.

## Fundação Jardim Zoológico de Brasília (FJZB)
Inaugurada em 06 de dezembro de 1957, antes mesmo da capital federal, a FJZB desenvolve ações com foco na educação ambiental, conservação e preservação da fauna brasileira. Uma das principais ações de reconhecimento é o trabalho de conservação e pesquisa, o que contribui para a preservação de animais ameaçados de extinção.  

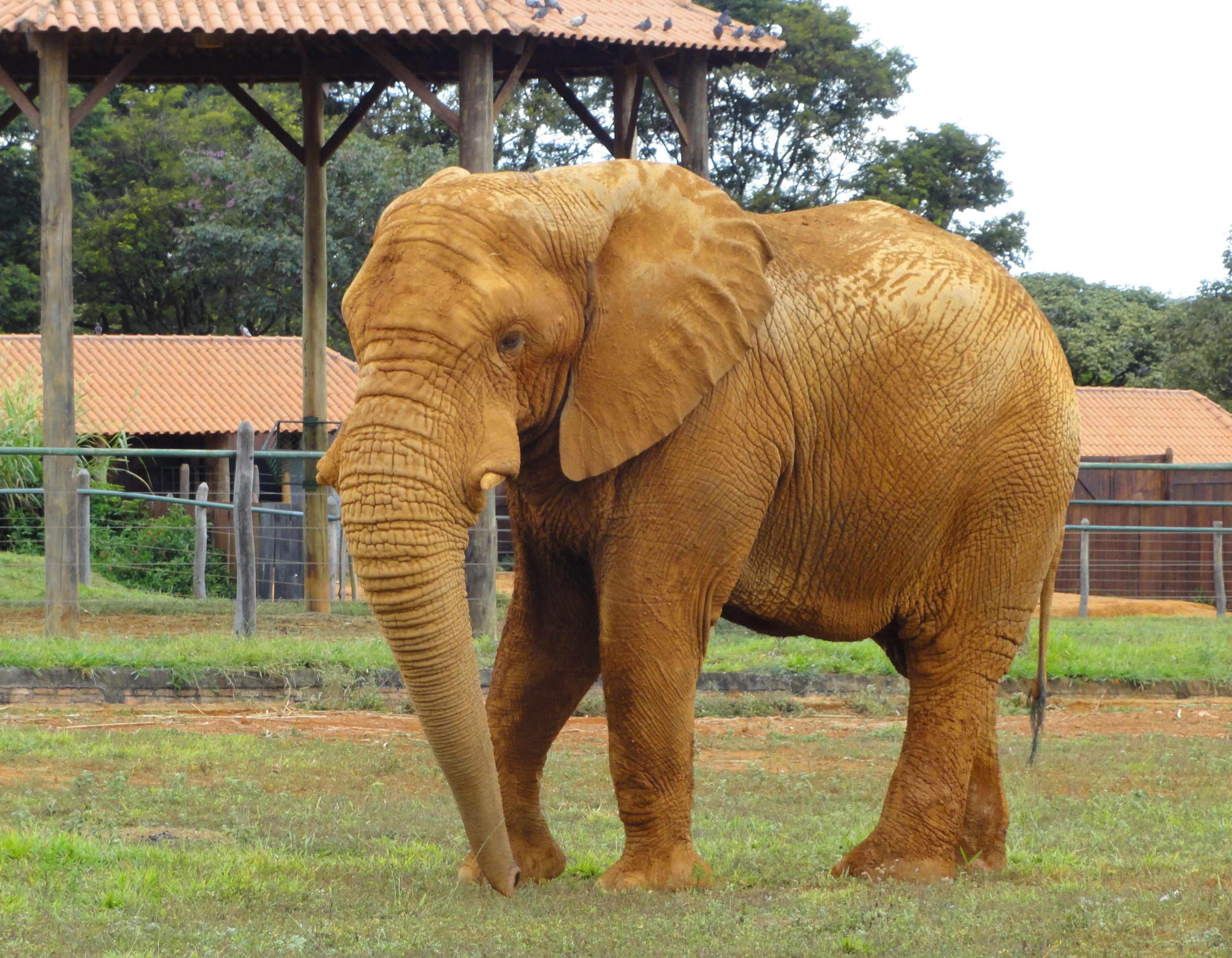
Elefante passeando no Jardim Zoológico de Brasília.

Possui uma área de 139,7 hectares, onde 3 destes são destinados para a produção de alimentos dos animais. Nas outras áreas estão distribuídos: os recintos, um Museu de Ciências Naturais, um Borboletário que abriga quase 40 espécies, uma área para camping e piquenique, um playground, lagos artificiais, áreas arborizadas para passeio e lanchonetes.Atualmente, possuem um total de 826 animais no plantel, distribuídos entre 185 espécies de aves, répteis e mamíferos.

## Instituto Brasília Ambiental (Ibram)
Criado em 28 de maio de 2007 pela lei 3.984, o Ibram tinha como objetivo ser o órgão executor de políticas públicas ambientais e de recursos hídricos no Distrito Federal. Sua missão é executar e fazer executar as políticas de meio ambiente e de recursos hídricos do Distrito Federal, bem como controlar e fiscalizar o manejo desses recursos a fim de propiciar o desenvolvimento sustentável e garantir à população os benefícios alcançados pelo crescimento econômico, sem alterar a qualidade de vida de seus moradores.

## Colegiados
- Conselho do Meio Ambiente do Distrito Federal - Conam-DF
- Conselho dos Recursos Hídricos do Distrito Federal - CRH-DF
- Fundo Único do Meio Ambiente - Funam-DF
- Comitê Interinstitucional da Política Distrital para os Animais - CIPDA